# 三田尻御舟倉跡
三田尻御舟倉跡(みたじりおふなぐらあと)は、防府市にある萩藩の水軍本拠地跡で、萩往還関連遺跡として国指定史跡。当初、下松に置かれていたが、1604年(慶長9年)に萩に築城が決定されると、萩から瀬戸内には三田尻が最短距離であったため、1611年頃下松から三田尻に移された。

## 御船倉と船手組
ここには御舟倉と藩の水軍に当たる船手組が置かれ、御船倉には、藩主の御座船や軍船が常置されていたほか、船の建造や修理をする設備も整えられていた。船手組は、水軍としての軍務が任務の中心であったが、平時には上方への藩主の送迎、普請役の人員や物資の輸送、幕府役人の輸送・警護や水先案内、漂流船の長崎曳航などを行っていた。御船倉の周辺には、水軍の将官や船頭・船大工などの関係者が集住したため、警固町、鋳物師町などの地名が今も残っている。幕末に御舟倉は、海軍局と改称され、海軍学校が設けられたが、明治維新後に廃止となった。「局の内」(防府市東三田尻局の内)の地名はその当時の名残である。

## アクセス
- JR西日本山陽本線防府駅下車
- 防長交通バス　中浦・小田港行き自力東町下車、徒歩5分

## 周辺の施設
御舟倉から川を海に向かって下ったところに、萩往還関連史跡住吉神社石造灯台が立っている。もともとは小さな祠に住吉大明神が祀られていたが、1715年(正徳5年)、水軍の船頭たちの願い出により会場安全祈願のため住吉神社が創建された。この石造りの灯台は、その境内の中に1863年(文久3年)に建立されたものである。
西へ400mほど行ったところに、英雲荘がある。